# Terence Stamp
Terence Henry Stamp (Londra, 22 luglio 1938 – 17 agosto 2025) è stato un attore britannico, candidato all'Oscar al miglior attore non protagonista nel 1963.

## Biografia
Terence Stamp nacque nel quartiere londinese di Stepney il 22 luglio 1938, primogenito dei cinque figli di Ethel Ester Perrott e Thomas Stamp. Il fratello Chris fu l'impresario che portò al successo il gruppo rock The Who. Terence crebbe assieme alla madre, la nonna e le zie, essendo suo padre impegnato a lavorare sui mercantili per lunghi periodi.

### Carriera cinematografica

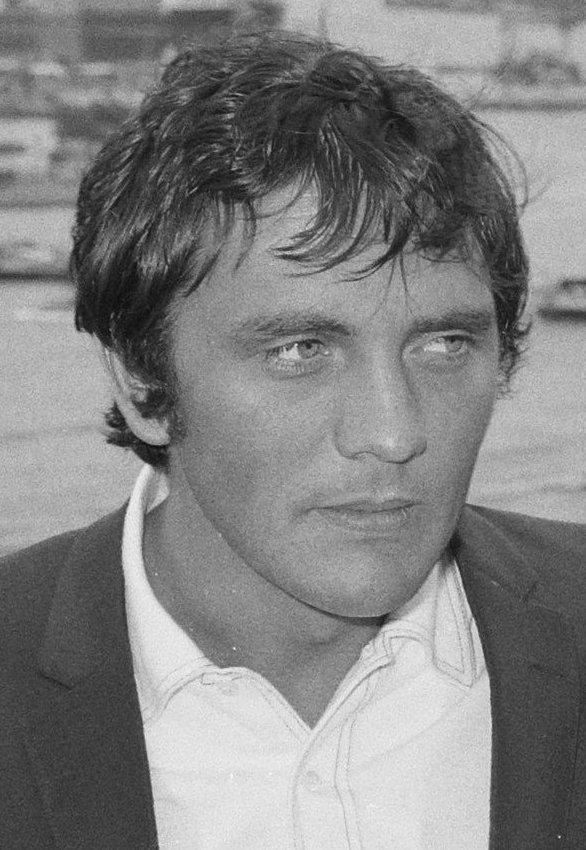
Terence Stamp nel 1966

Stamp debuttò nel 1962 in Billy Budd di Peter Ustinov, adattamento cinematografico dell'omonimo romanzo di Herman Melville, che gli valse la candidatura al premio Oscar al miglior attore non protagonista. Diventato una star, lavorò con alcuni dei più grandi registi del cinema mondiale. Fu il protagonista insieme a Samantha Eggar de Il collezionista (1965) di William Wyler. In seguito Joseph Losey lo volle a fianco di Monica Vitti in Modesty Blaise - La bellissima che uccide (1966), una commedia tratta dai fumetti di Peter O'Donnell. Con John Schlesinger girò Via dalla pazza folla (1967), versione cinematografica dell'omonimo romanzo di Thomas Hardy, in un ruolo da eroe romantico ed ebbe come collega Julie Christie, un'altra rappresentante della swinging London, all'epoca stella del cinema britannico dopo i successi mondiali ottenuti con Darling, Il dottor Živago e Fahrenheit 451.

### Tre autori italiani
Verso la fine degli anni Sessanta lavorò in diversi film italiani: diretto da Federico Fellini, fu protagonista nel 1968 dell'episodio Toby Dammit in Tre passi nel delirio, in cui interpretò una star del cinema arrivato in una Roma fantastica e delirante al punto da fargli, letteralmente, perdere la testa. In Teorema (1968) di Pier Paolo Pasolini, egli impersonò un giovane misterioso di cui tutti i componenti della famiglia protagonista del film, Silvana Mangano, Massimo Girotti e Anne Wiazemsky, si innamorano. Fu inoltre diretto da Nelo Risi in Una stagione all'inferno (1970), dove vestì i panni di un Arthur Rimbaud in fuga dalla civiltà.

### Cinema mainstream

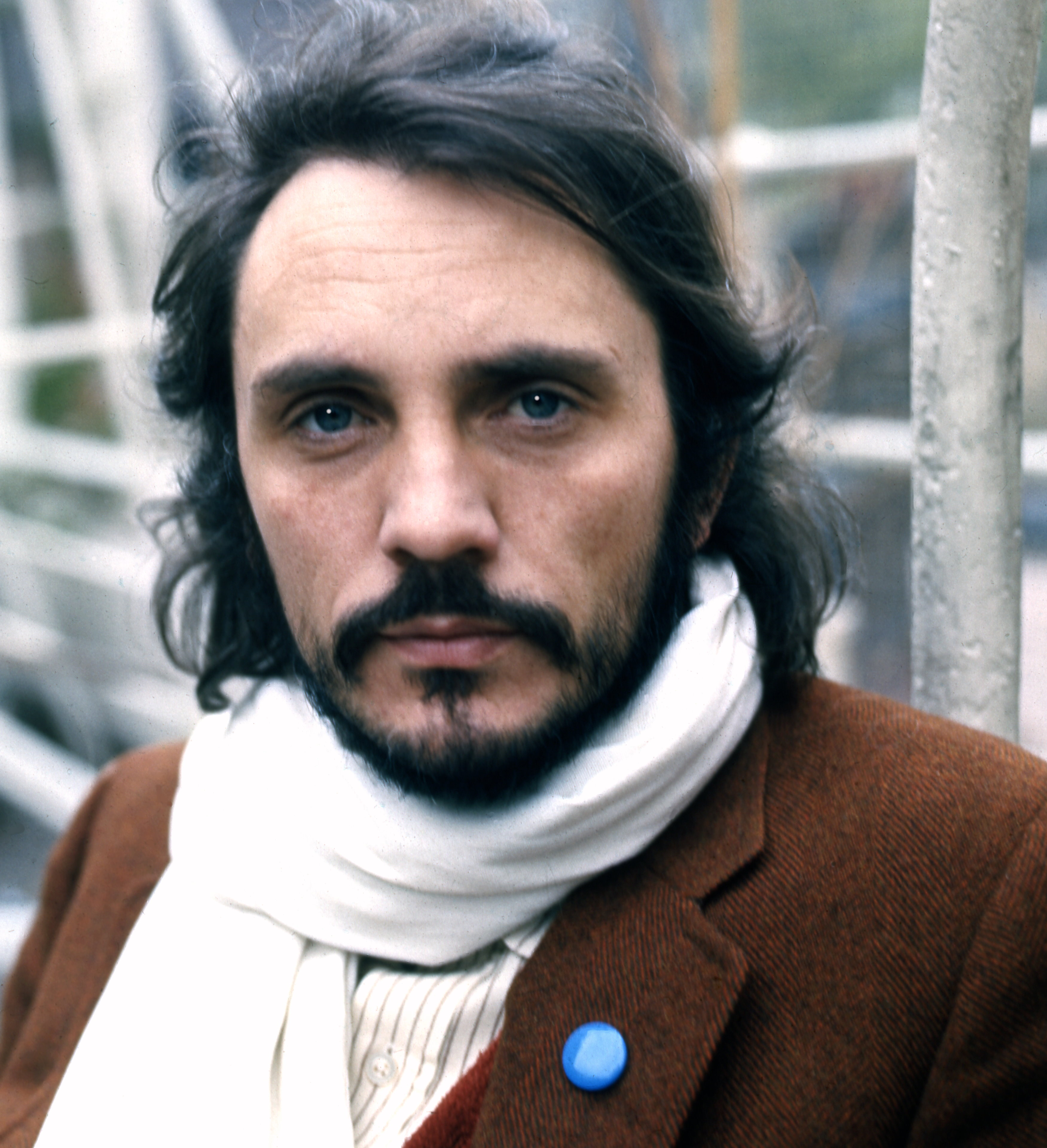
Terence Stamp nel 1973, fotografato da Allan Warren

Negli anni Settanta ricoprì diversi ruoli di supporto, ma rimase un attore molto richiesto. Nel 1978 interpretò il villain Generale Zod in Superman, ruolo che ricoprì anche in Superman II (1980). Negli anni seguenti, partecipò a film come Pericolosamente insieme (1986), nei panni di un losco mercante d'arte, Il siciliano (1987) e Wall Street (1987). La sua versatilità come attore lo portò nel 1994 ad interpretare la transessuale Bernadette nel cult Priscilla - La regina del deserto, che gli valse una candidatura al Golden Globe 1995.
Nel 1999 fu il protagonista del film di Steven Soderbergh L'inglese, ricevendo critiche positive e molti riconoscimenti. Nello stesso anno interpretò Finis Valorum nel film di George Lucas Star Wars - Episodio I - La minaccia fantasma, cui seguirono Bowfinger (1999) e Pianeta rosso (2000). Nel 2005 interpretò Stick nel film Elektra, diretto da Rob Bowman.
Dal 2003 al 2011 tornò nell'universo di Superman, prestando la voce a Jor-El nella la serie televisiva Smallville. Lavorò nei film La casa dei fantasmi (2003), nel ruolo del sinistro e crudele maggiordomo Ramsley, Wanted - Scegli il tuo destino (2008), e Operazione Valchiria (2008), nel quale interpretò il generale Ludwig Beck. Dopo un'apparizione in qualità di guest star nella serie televisiva His Dark Materials - Queste oscure materie, recitò per un'ultima volta nel film Ultima notte a Soho (2021), diretto da Edgar Wright.
È morto il 17 agosto 2025, all'età di 87 anni.

## Vita privata
Si sposò nel 2002 con Elizabeth O’Rourke, ma il matrimonio terminò nel 2008 col divorzio.

## Filmografia

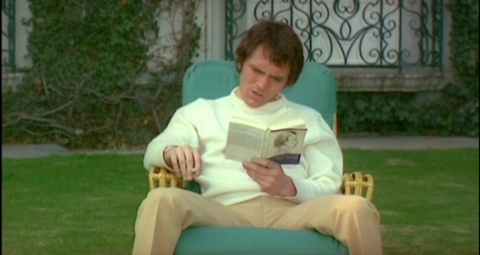
Terence Stamp nel film Teorema (1968)

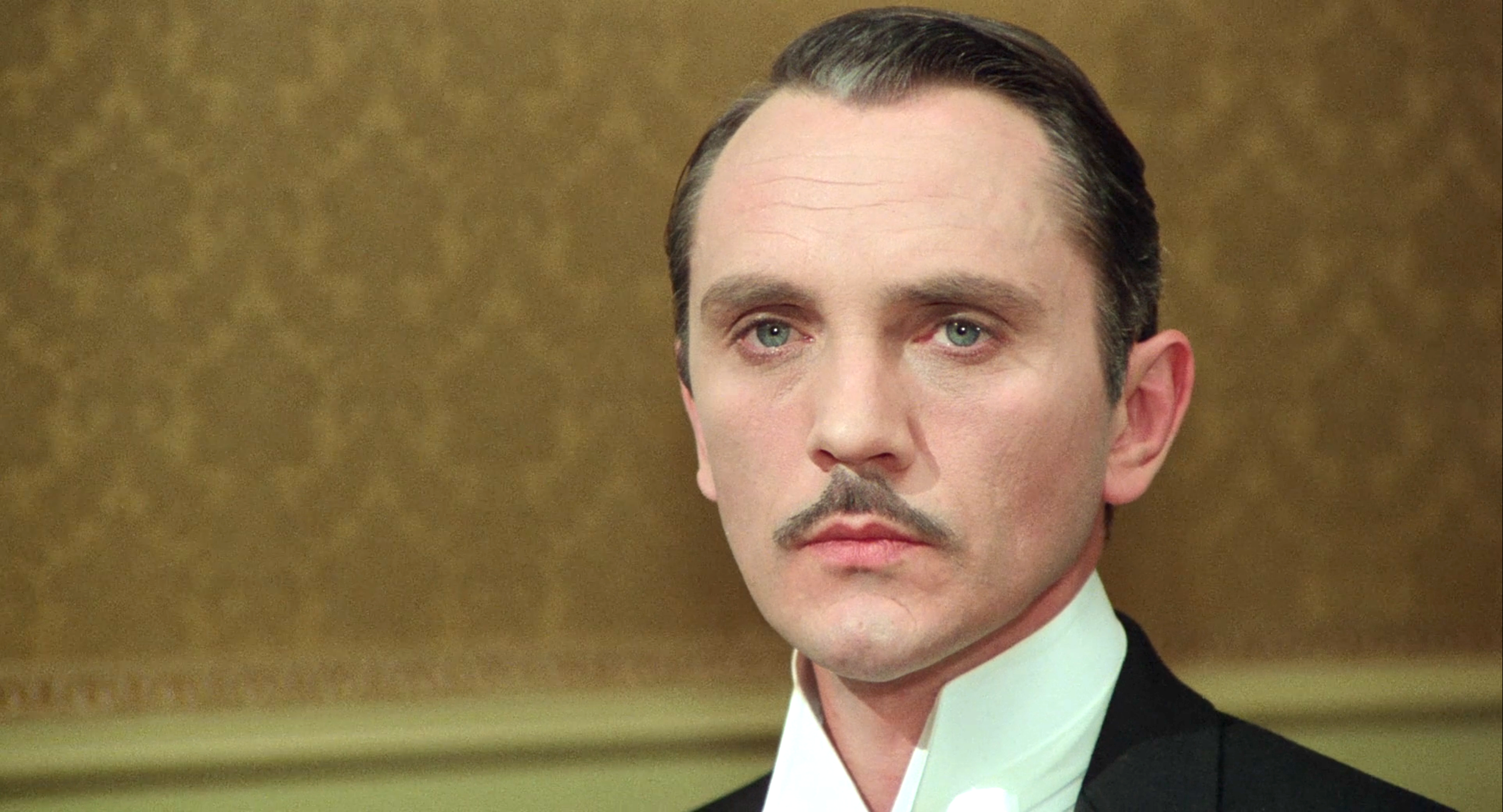
Terence Stamp nel film Divina creatura (1975)

### Attore

#### Cinema
- L'anno crudele (Term of Trial), regia di Peter Glenville (1962)
- Billy Budd, regia di Peter Ustinov (1962)
- Il collezionista (The Collector), regia di William Wyler (1965)
- Modesty Blaise - La bellissima che uccide (Modesty Blaise), regia di Joseph Losey (1966)
- Via dalla pazza folla (Far from the Madding Crowd), regia di John Schlesinger (1967)
- Poor Cow, regia di Ken Loach (1967)
- Due occhi di ghiaccio (Blue), regia di Silvio Narizzano (1968)
- Tre passi nel delirio, episodio Toby Dammit, regia di Federico Fellini (1968)
- Teorema, regia di Pier Paolo Pasolini (1968)
- Il cervello di Mr. Soames (The Mind of Mr. Soames), regia di Alan Cooke (1970)
- Una stagione all'inferno, regia di Nelo Risi (1971)
- Hu-Man, regia di Jérôme Laperrousaz (1975)
- Divina creatura, regia di Giuseppe Patroni Griffi (1975)
- Striptease, regia di German Lorente (1976)
- Blackout: inferno nella città (Black-Out), regia di Philippe Mordacq (1977)
- Superman, regia di Richard Donner (1978)
- Incontri con uomini straordinari (Meetings with Remarkable Men), regia di Peter Brook (1979)
- Amo non amo, regia di Armenia Balducci (1979)
- Licanthropus, il figlio della notte, regia di Massimo Pirri (1979)
- Superman II, regia di Richard Lester e, non accreditato, Richard Donner (1980)
- Misterio en la isla de los monstruos, regia di Juan Piquer Simón (1981)
- Morte in Vaticano, regia di Marcello Aliprandi (1982)
- Vendetta (The Hit), regia di Stephen Frears (1984)
- In compagnia dei lupi (The Company of Wolves), regia di Neil Jordan (1984)
- Link, regia di Richard Franklin (1986)
- Pericolosamente insieme (Legal Eagles), regia di Ivan Reitman (1986)
- Il siciliano (The Sicilian), regia di Michael Cimino (1987)
- Wall Street, regia di Oliver Stone (1987)
- Young Guns - Giovani pistole (Young Guns), regia di Christopher Cain (1988)
- Alien Nation, regia di Graham Baker (1988)
- Rischio assoluto (Genuine Risk), regia di Kurt Voß (1990)
- Beltenebros, regia di Pilar Mirò (1991)
- Una bionda tutta d'oro (The Real McCoy), regia di Russell Mulcahy (1993)
- Priscilla - La regina del deserto (The Adventures of Priscilla, Queen of the Desert), regia di Stephan Elliott (1994)
- Delitto tra le righe (Tiré à part), regia di Bernard Rapp (1996)
- Al di là del desiderio (Bliss), regia di Lance Young (1997)
- Una notte per caso (Love Walked In), regia di Juan José Campanella (1997)
- Falsi paradisi - Kiss the Sky (Kiss the Sky), regia di Roger Young (1998)
- L'inglese (The Limey), regia di Steven Soderbergh (1999)
- Star Wars - Episodio I - La minaccia fantasma (Star Wars: Episode I - The Phantom Menace), regia di George Lucas (1999)
- Bowfinger, regia di Frank Oz (1999)
- Pianeta rosso (Red Planet), regia di Antony Hoffman (2000)
- Mia moglie è un'attrice (Ma femme est une actrice), regia di Yvan Attal (2001)
- Rivelazione (Revelation), regia di Stuart Urban (2001)
- Full Frontal, regia di Steven Soderbergh (2002) - cameo
- Fellini - Sono un gran bugiardo (Fellini: Je suis un grand menteur), regia di Damian Pettigrew - documentario (2002)
- La figlia del mio capo (My Boss's Daughter), regia di David Zucker (2003)
- The Kiss, regia di Gorman Bechard (2003)
- La casa dei fantasmi (The Haunted Mansion), regia di Rob Minkoff (2003)
- Elektra, regia di Rob S. Bowman (2005)
- Dead Fish, regia di Charley Stadler (2005)
- These Foolish Things, regia di Julia Taylor-Stanley (2005)
- Superman II: The Richard Donner Cut, regia di Richard Donner (2006)
- September Dawn, regia di Christopher Cain (2007)
- Wanted - Scegli il tuo destino (Wanted), regia di Timur Bekmambetov (2008)
- Agente Smart - Casino totale (Get Smart), regia di Peter Segall (2008)
- Yes Man, regia di Peyton Reed (2008)
- Operazione Valchiria (Valkyrie), regia di Bryan Singer (2008)
- I guardiani del destino (The Adjustment Bureau), regia di George Nolfi (2011)
- Una canzone per Marion (Song for Marion), regia di Paul Andrew Williams (2012)
- The Art of the Steal - L'arte del furto (The Art of the Steal), regia di Jonathan Sobol (2013)
- Big Eyes, regia di Tim Burton (2014)
- Miss Peregrine - La casa dei ragazzi speciali (Miss Peregrine's Home for Peculiar Children), regia di Tim Burton (2016)
- Raccolto amaro (Bitter Harvest), regia di George Mendeluk (2017)
- Mistero a Crooked House (Crooked House), regia di Gilles Paquet-Brenner (2017)
- Viking Destiny (Of Gods and Warriors), regia di David L.G. Hughes (2018)
- Murder Mystery, regia di Kyle Newacheck (2019)
- Ultima notte a Soho (Last Night in Soho), regia di Edgar Wright (2021)

#### Televisione
- Il ladro di Bagdad (The Thief of Baghdad) – film TV (1978)
- La mossa vincente (Chessgame) – serie TV, 6 episodi (1983)
- Oltre la mente (Mindbender) – film TV (1996)
- The Hunger (The Hunger) – serie TV, 22 episodi (1997-1998)
- His Dark Materials - Queste oscure materie (His Dark Materials) – serie TV, episodio 2x04 (2020)

### Doppiatore
- The Elder Scrolls IV: Oblivion – videogioco (2006)
- Halo 3 – videogioco (2007)
- Ultramarines: The Movie (2010)
- Smallville – serie TV, 23 episodi (2003-2011)

## Riconoscimenti
- Premio Oscar
  - 1963 – Candidatura al miglior attore non protagonista per Billy Budd
- Golden Globe
  - 1963 – Miglior attore debuttante più promettente per Billy Budd
  - 1995 – Candidatura al miglior attore in un film commedia o musical per Priscilla - La regina del deserto
- BAFTA
  - 1962 – Candidatura al miglior debuttante per Billy Budd
  - 1995 – Candidatura al miglior attore per Priscilla - La regina del deserto
- Festival di Cannes
  - 1965 – Miglior attore per Il collezionista
- ALMA Award
  - 1962 – Candidatura al miglior attore straniero per Billy Budd
  - 1965 – Miglior attore straniero per Il collezionista
  - 2018 – Premio speciale alla carriera

## Doppiatori italiani
Nelle versioni in italiano delle opere in cui ha recitato, Terence Stamp è stato doppiato da:
- Cesare Barbetti in Modesty Blaise - La bellissima che uccide, Via dalla pazza folla, Poor Cow, Due occhi di ghiaccio, Link, Al di là del desiderio, Fellini - Sono un gran bugiardo
- Dario Penne in Wanted - Scegli il tuo destino, Agente Smart - Casino totale, Yes Man, I guardiani del destino, Una canzone per Marion, Big Eyes, Murder Mystery
- Sandro Iovino in Superman II, Una notte per caso, Falsi paradisi - Kiss The Sky, Pianeta rosso, The Art of the Steal - L'arte del furto
- Pino Colizzi in Teorema, Il siciliano, Beltenebros
- Ennio Coltorti ne La figlia del mio capo, La casa dei fantasmi, Elektra
- Luca Biagini in Superman (ridoppiaggio), The Hunger, Miss Peregrine - La casa dei ragazzi speciali
- Massimo Foschi in Wall Street, Young Guns - Giovani pistole
- Bruno Alessandro in Alien Nation, His Dark Materials - Queste oscure materie
- Stefano De Sando ne L'inglese, Mistero a Crooked House
- Giancarlo Giannini in Divina creatura
- Elio Zamuto in Superman
- Dante Biagioni in Amo non amo
- Emilio Cappuccio in Morte in Vaticano
- Luciano Melani in Vendetta
- Rino Bolognesi in In compagnia dei lupi
- Sergio Di Stefano in Pericolosamente insieme
- Pietro Biondi in Una bionda tutta d'oro
- Franco Zucca in Priscilla - La regina del deserto
- Michele Kalamera in Delitto tra le righe
- Glauco Onorato in Star Wars - Episodio I - La minaccia fantasma
- Ugo Maria Morosi in Bowfinger
- Oliviero Dinelli in Revelation
- Maurizio Scattorin in The Kiss
- Toni Garrani in Operazione Valchiria
- Pieraldo Ferrante in Raccolto amaro
- Rodolfo Traversa in Ultima notte a Soho

Da doppiatore è sostituito da:
- Pietro Biondi in Smallville
- Dario De Grassi in Smallville (ep. 5x22)